# بلدات اليابان
| تقسيمات اليابان الإدارية |
| مستوى المحافظة |
| --- |
| محافظات (都道府県 تو دو فو كين) |
| مستوى أقسام المحافظة |
| فروع المحافظات (支庁 شي تشو) مقاطعات (郡 غون) |
| مستوى الحكومات المحلية |
| |
| مدن معرفة (政令指定都市 سيه ريه شي تيه تو شي) مدن نواة (中核市 تشوكاكو شي) مدن خاصة (特例市 توكو ريه شي) مدن (市 شي) أحياء خاصة (طوكيو) (特別区 توكو بيتسو كو) بلدات (町 تشو, ماتشي) قرى (村 صون, مورا) |
| مستوى أقسام الحكومات المحلية |
| أحياء (区 كو) |

البلدة (باليابانية: 町 تشو أو ماتشي) هي وحدة من وحدات التقسيم الإداري للحكومة المحلية في اليابان. تتبع البلدة المحافظة وتكون محتواة ضمنها جغرافياً، وتعتبر تقسيماً موازياً مع المدن والقرى التي تتبع أيضاً للمحافظة مباشرة.
يجب عدم الخلط بين الحرف المستخدم لكلمة بلدة (町) الذي يستخدم أيضاً للإشارة إلى منطقة ضمن الحي.
1. ↑  وصلة مرجع: http://www.nactva.gr.jp/php/index.php.